# نوباء نيوزيلندية
نوباء نيوزيلندية (الاسم العلمي: Alternaria novae-zelandiae) هو نوع من الفطريات يتبع جنس النوباء من الفصيلة البوغيانية.